# 圣若望大会堂

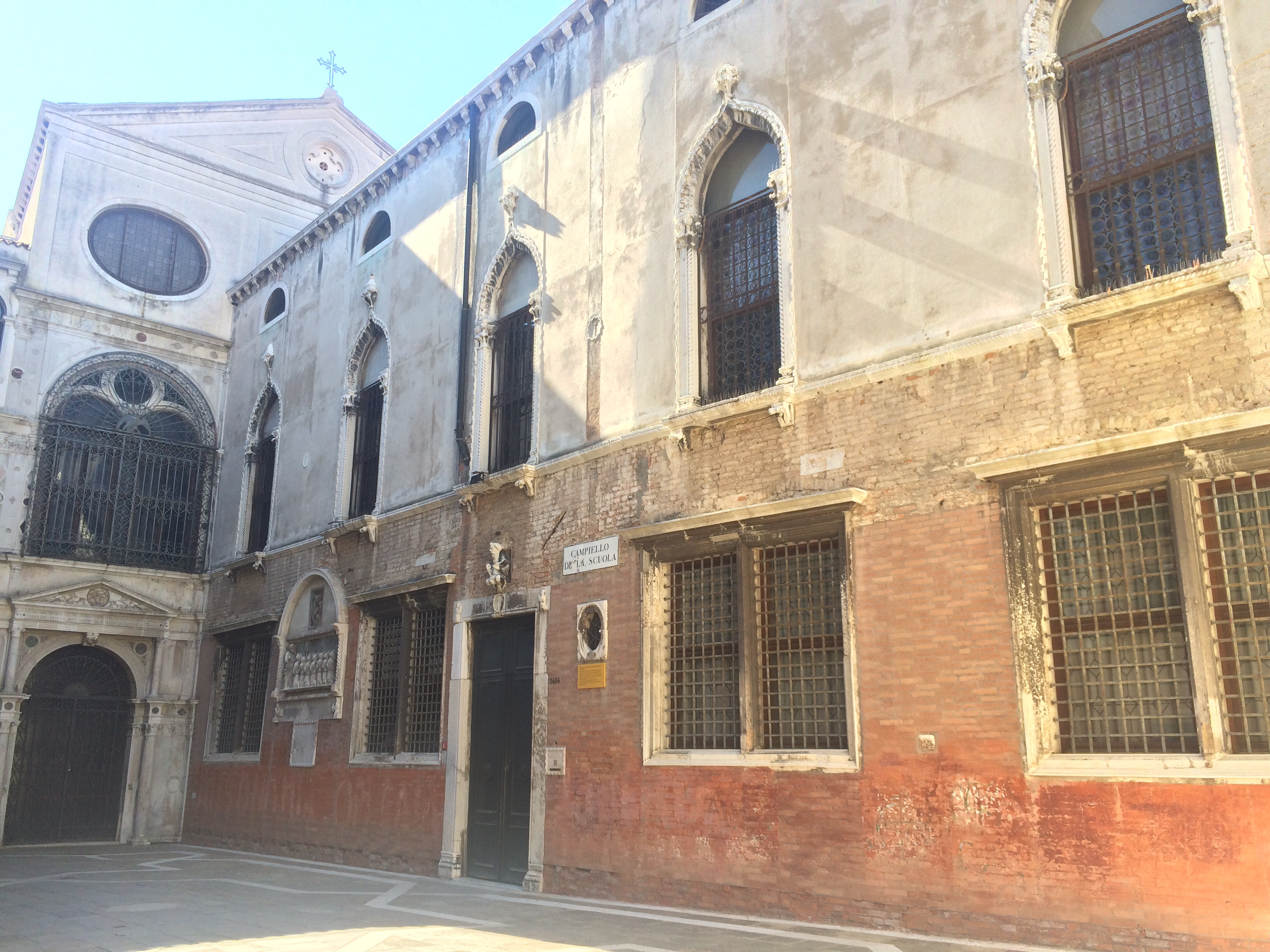

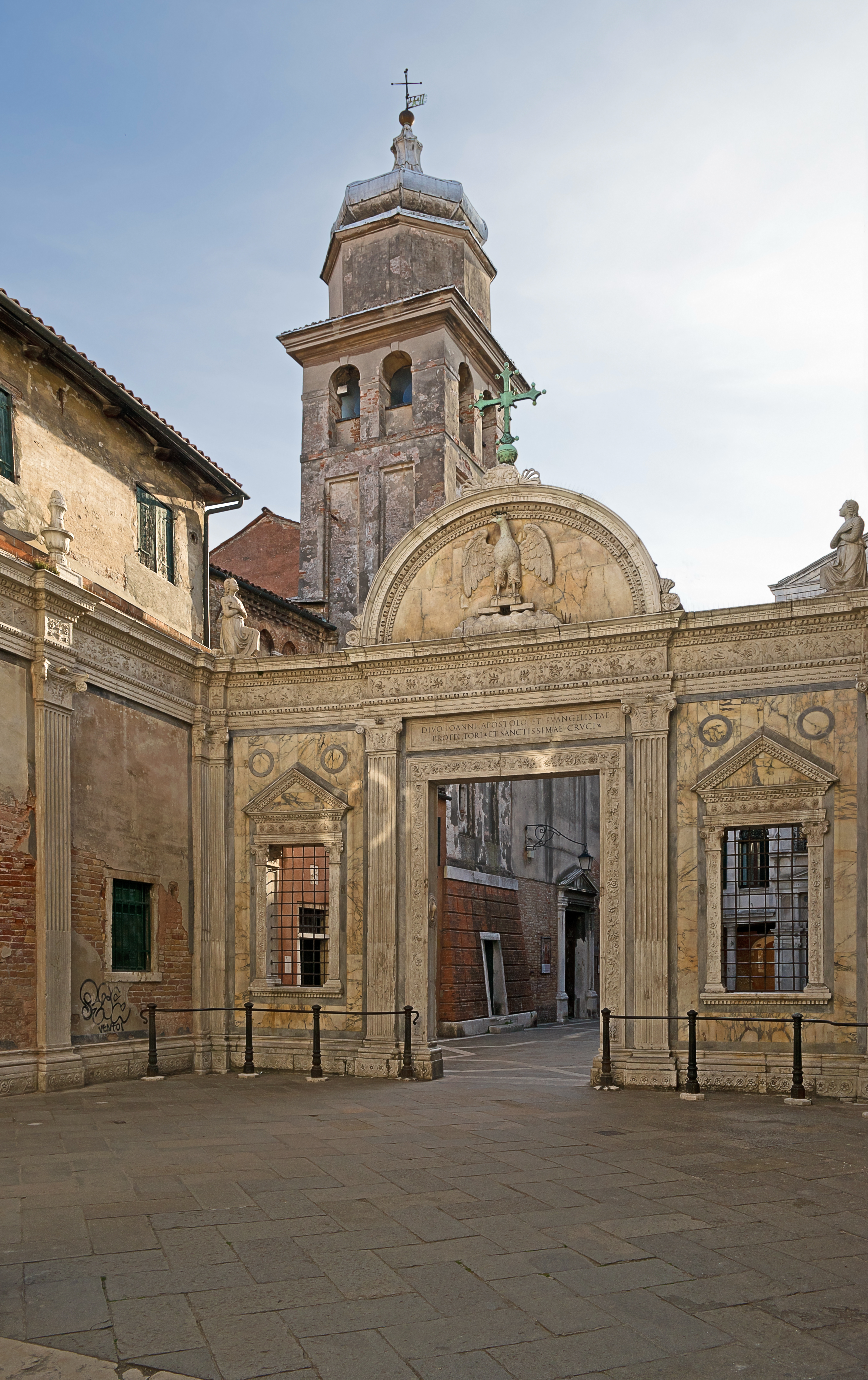

圣若望大会堂（Scuola Grande di San Giovanni Evangelista）是意大利威尼斯的一座会堂建筑，位于圣保罗区，创建于1261年，是威尼斯第二古老的会堂，是该市一种按照宗教原则建立的慈善组织。
自1369年以来，圣若望大会堂以拥有一块真十字架而著称，为其带来大量财富。会堂内拥有许多威尼斯著名艺术家关于“真十字架的奇迹”的作品。1797年拿破仑征服威尼斯共和国，取缔会堂，这些艺术品收藏在学院美术馆。现在圣若望大会堂仅在有限的日期内向游客开放。

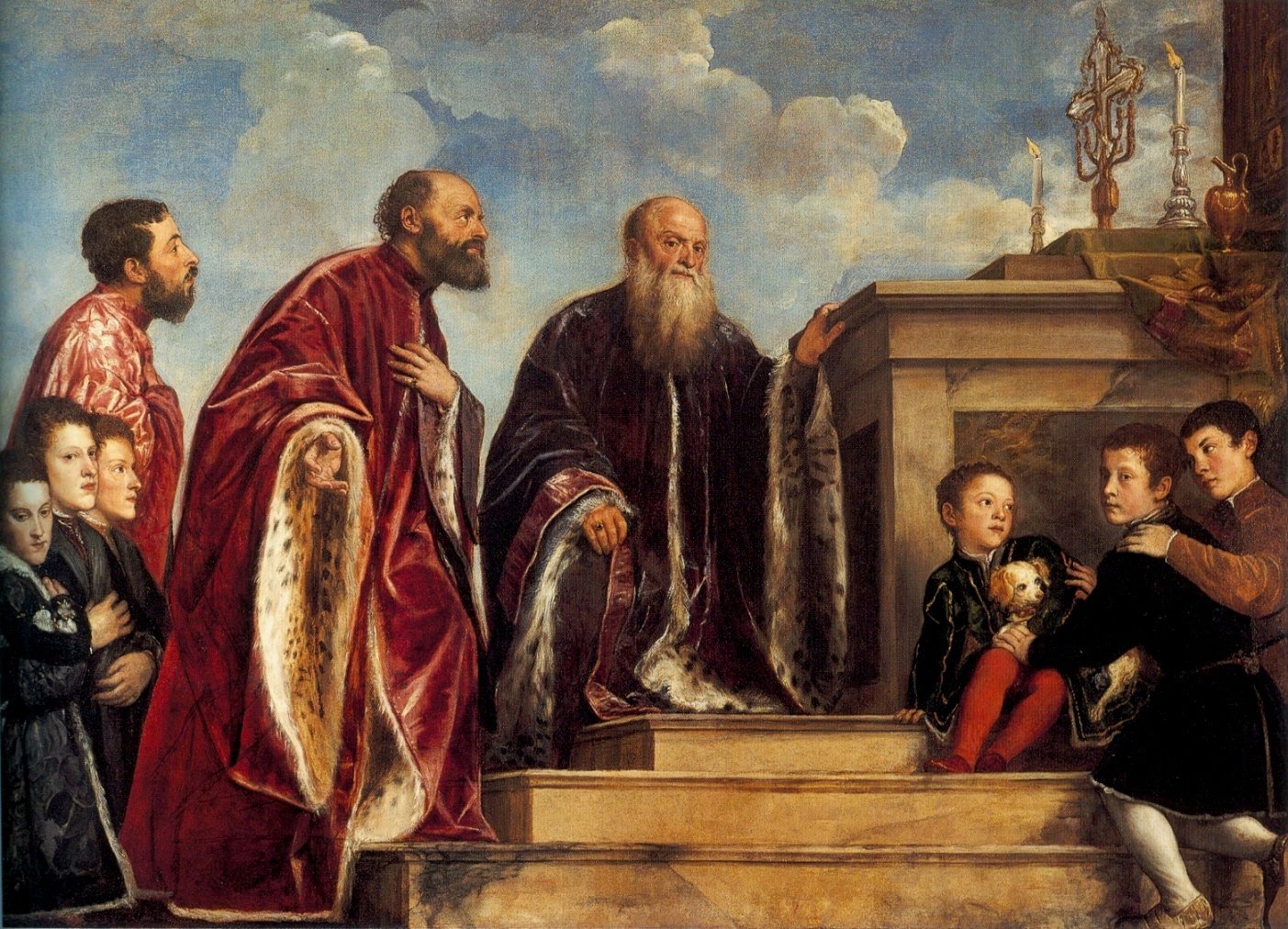